# Agustí Jorba Argentí
Agustí Jorba Argentí   (Barcelona, 3 de juny de 1947 - Vallbona d'Anoia, 21 d'octubre de 2021) fou un atleta català, que va competir durant la dècada de 1970. Especialitzat en la marxa atlètica, fou campió de Catalunya de 30 km marxa (1971, 1974, 1977), i d'Espanya de 20 km (1978) i de 50 km (1971-73, 1975-77). Va competir en cinc edicions del Trofeu Lugano (1973, 1975, 1977, 1979 i 1981). Va ser 20 vegades internacional amb la selecció absoluta, guanyant una medalla de bronze en els 20 km marxa dels Jocs del Mediterrani de 1971 i participant al Campionat del món de marxa de 1976 i al Campionat d'Europa d'atletisme de 1978.

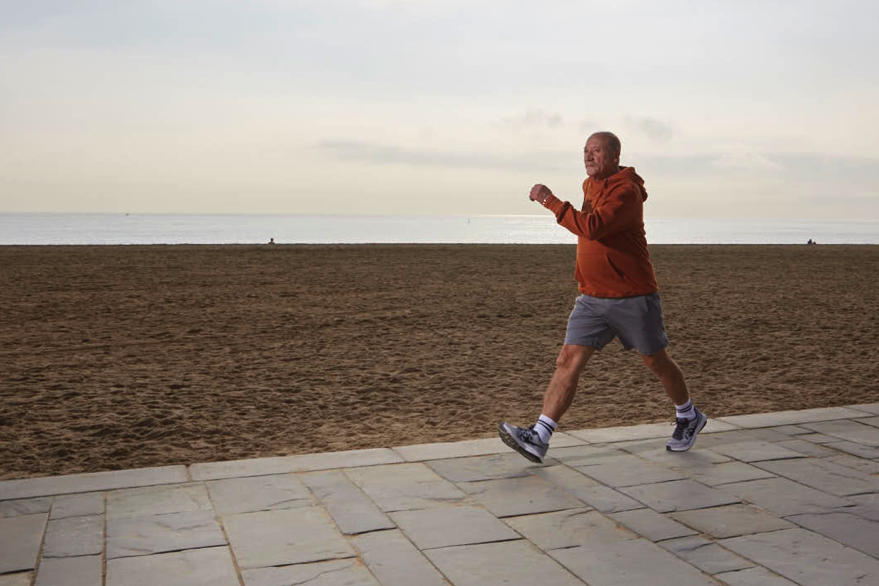
Agustí Jorba col·laborant amb Oi2 Centres Auditius

Va alternar la seva residència entre la Ciutat Comtal i Vallbona d'Anoia, on va ser regidor entre el 2015 i 2019.

## Marques personals
| Millors marques personals                                                                | Millors marques personals | Millors marques personals | Millors marques personals |
| Distància                                                                                | Temps                     | Lloc                      | Data                      |
| ---------------------------------------------------------------------------------------- | ------------------------- | ------------------------- | ------------------------- |
| 5000 m                                                                                   | 21:17.5                   | Barcelona                 | 21 d'abril de 1979        |
| 10 000 m                                                                                 | 43:47.3                   | Cornellà de Llobregat     | 6 de maig de 1978         |
| 1 hora de marxa                                                                          | 13 445 m                  | Barcelona                 | 8 d'abril de 1979         |
| 20 km                                                                                    | 01:29:33                  | Hospitalet de Llobregat   | 25 d'abril de 1976        |
| 20 000 m                                                                                 | 1h:32:54.2                | Cornellà de Llobregat     | 5 de juny de 1976         |
| 2 horas de marxa                                                                         | 25 418 m                  | Barcelona                 | 29 de febrer de 1976      |
| 30 km                                                                                    | 2h:16:59                  | Lleida                    | 18 de febrer de 1979      |
| 30 000 m                                                                                 | 2h:18:05.0                | Barcelona                 | 8 d'abril de 1979         |
| 50 km                                                                                    | 3h:57:14                  | Reus                      | 25 de març de 1979        |
| 50 000 m                                                                                 | 4h:11:46.0                | Barcelona                 | 23 de maig de 1981        |
| Les competicions en pista venen indicades en metres i les que són en ruta en kilòmetres. |                           |                           |                           |